# Kasshabog Lake
Kasshabog Lake är en sjö i Kanada.   Den ligger i countyt Peterborough County och provinsen Ontario, i den sydöstra delen av landet, 200 km väster om huvudstaden Ottawa. Kasshabog Lake ligger 261 meter över havet. Arean är 7,0 kvadratkilometer. Den sträcker sig 4,5 kilometer i nord-sydlig riktning, och 6,1 kilometer i öst-västlig riktning.
I omgivningarna runt Kasshabog Lake växer i huvudsak blandskog. Runt Kasshabog Lake är det mycket glesbefolkat, med 5 invånare per kvadratkilometer.